# Klizanje na ledu
Klizanje na ledu je umijeće kretanja po zaleđenim površinama korištenjem klizaljki. Kliže se po ledu koji može biti prirodno zaleđena površina jezera ili rijeke, ali i po umjetno zaleđenim klizalištima. Klizanje na ledu je raširen oblik rekreacije ali i osnova mnogobrojnih sportova i sportskih disciplina na ledu.

## Tehnika klizanja na ledu
Klizaljke svojim oštrim rubom prilikom dodira s ledenom površinom ostvaruju vrlo malo trenje koje omogućava glatko kretanje. Klizač može zakretanjem klizaljki promijeniti kut pod kojim klizaljka 'reže' led, te time utjecati na smjer i brzinu kretanja.

## Sportovi koji uključuju klizanje na ledu
Slijedi popis sportova za čije je izvođenje potrebno znati klizati na ledu:
- umjetničko klizanje
- sinkronizirano klizanje
- brzo klizanje
- brzo klizanje na kratkim stazama (short track)
- hokej na ledu

## Vanjske poveznice
- Hrvatski klizački savez - službene stranice